# Scandinavismo

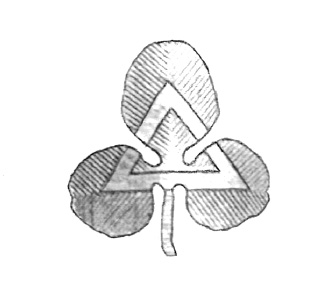
Il simbolo dello scandinavismo: un trifoglio e simboleggiare l'unione tra Svezia, Norvegia e Danimarca

Scandinavismo e nordismo sono termini interscambiabili usati per indicare movimenti letterari, linguistici e culturali che promuovono la riscoperta del passato nordico, un patrimonio culturale e una mitologia nordica comuni, nonché una comune discendenza dall'antico norreno.
Sul piano politico, scandinavismo e nordismo sono due movimenti politici distinti di tipo nordicista, emersi in due periodi temporali differenti. Il nordismo si interessa oltre ai paesi scandinavi classici e alla Danimarca, anche a Finlandia e Islanda, mentre lo scandinavismo classico propugna l'unione politica tra Svezia, Norvegia, Danimarca e parte dei territori della Finlandia.